# Batalha de Asiago
A Batalha de Asiago ou ofensiva de Trentino (em italiano: Battaglia degli Altipiani), apelidada  pelos austríacos de Strafexpedition ("expedição punitiva"), foi uma contra-ofensiva lançada pelo Império Austro-Húngaro na Frente Italiana em 15 de maio de 1916, durante a Primeira Guerra Mundial. Foi um ataque inesperado que ocorreu perto de Asiago, na província de Vicenza após a Quinta Batalha do Isonzo em março de 1916. Os italianos conseguiram repelir os ataques austríacos.